# Borowik usiatkowany

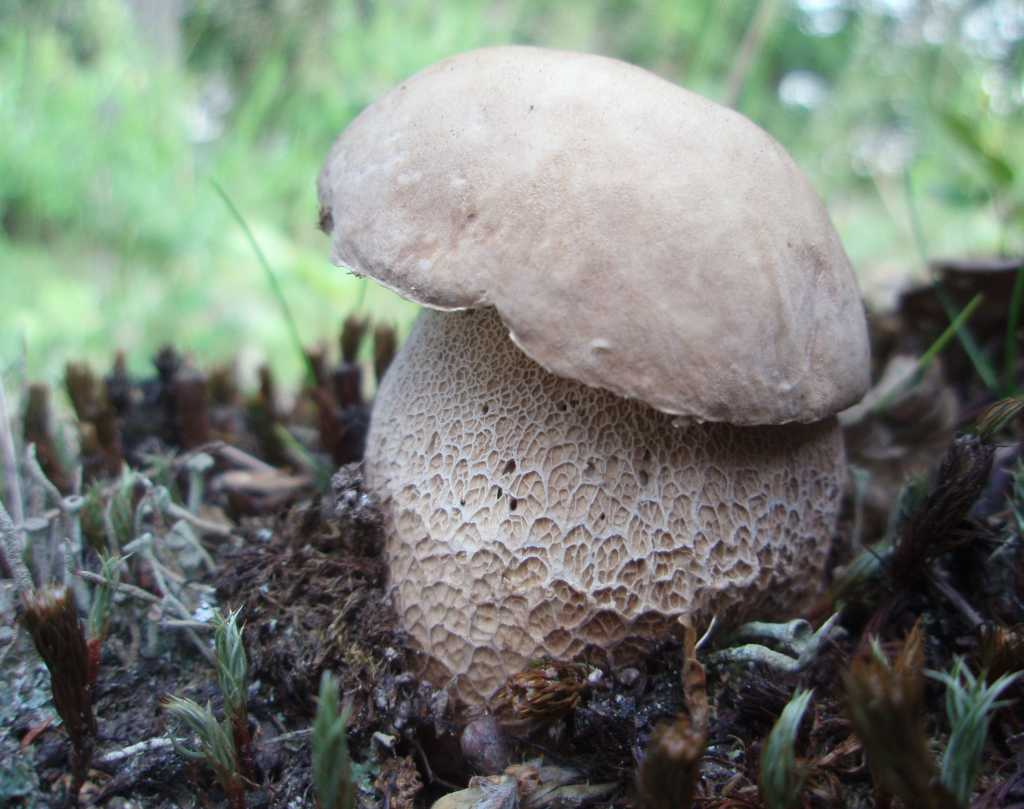
Charakterystyczne usiatkowanie trzonu

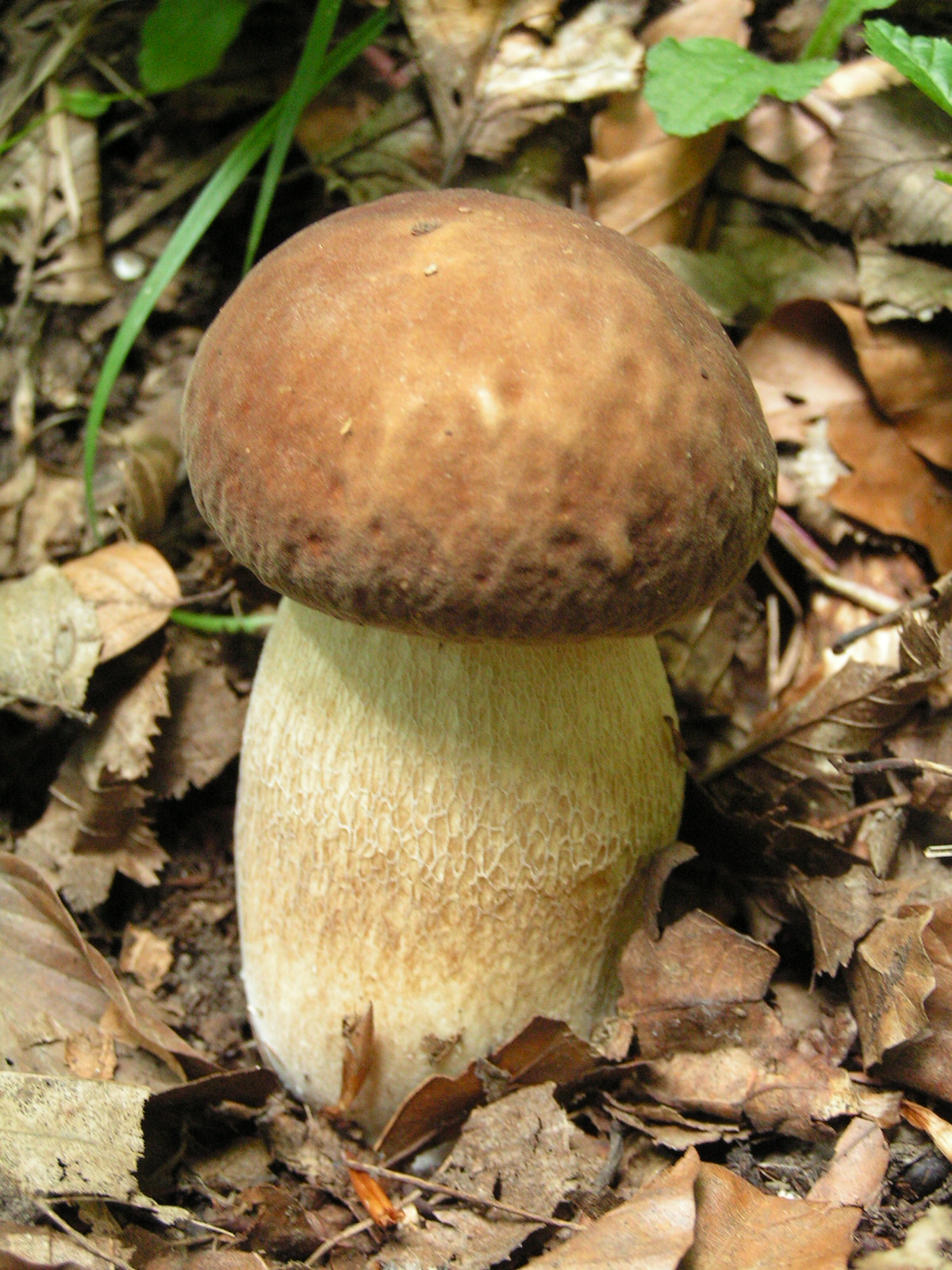
Młody owocnik

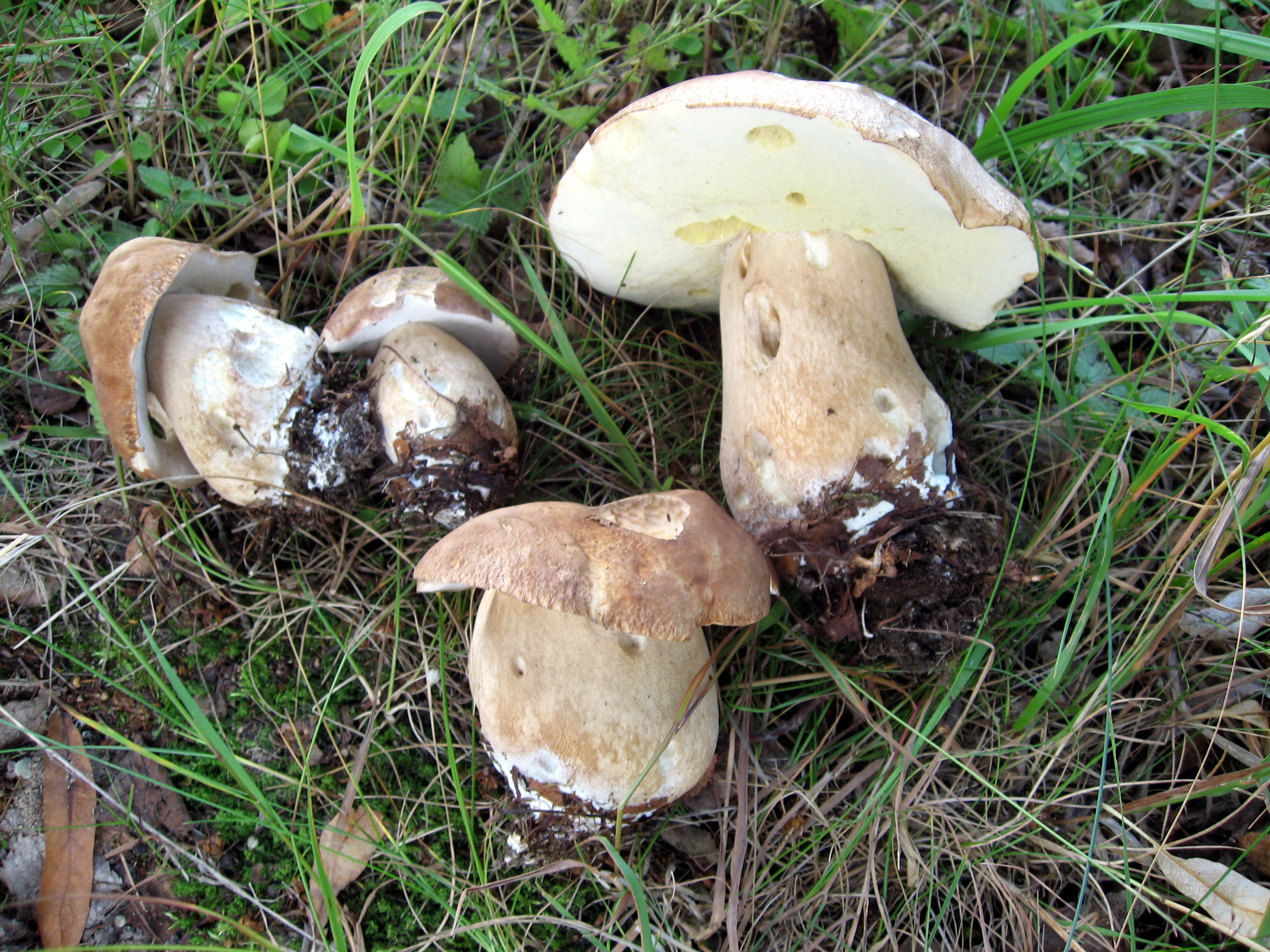
Owocniki w różnym wieku.

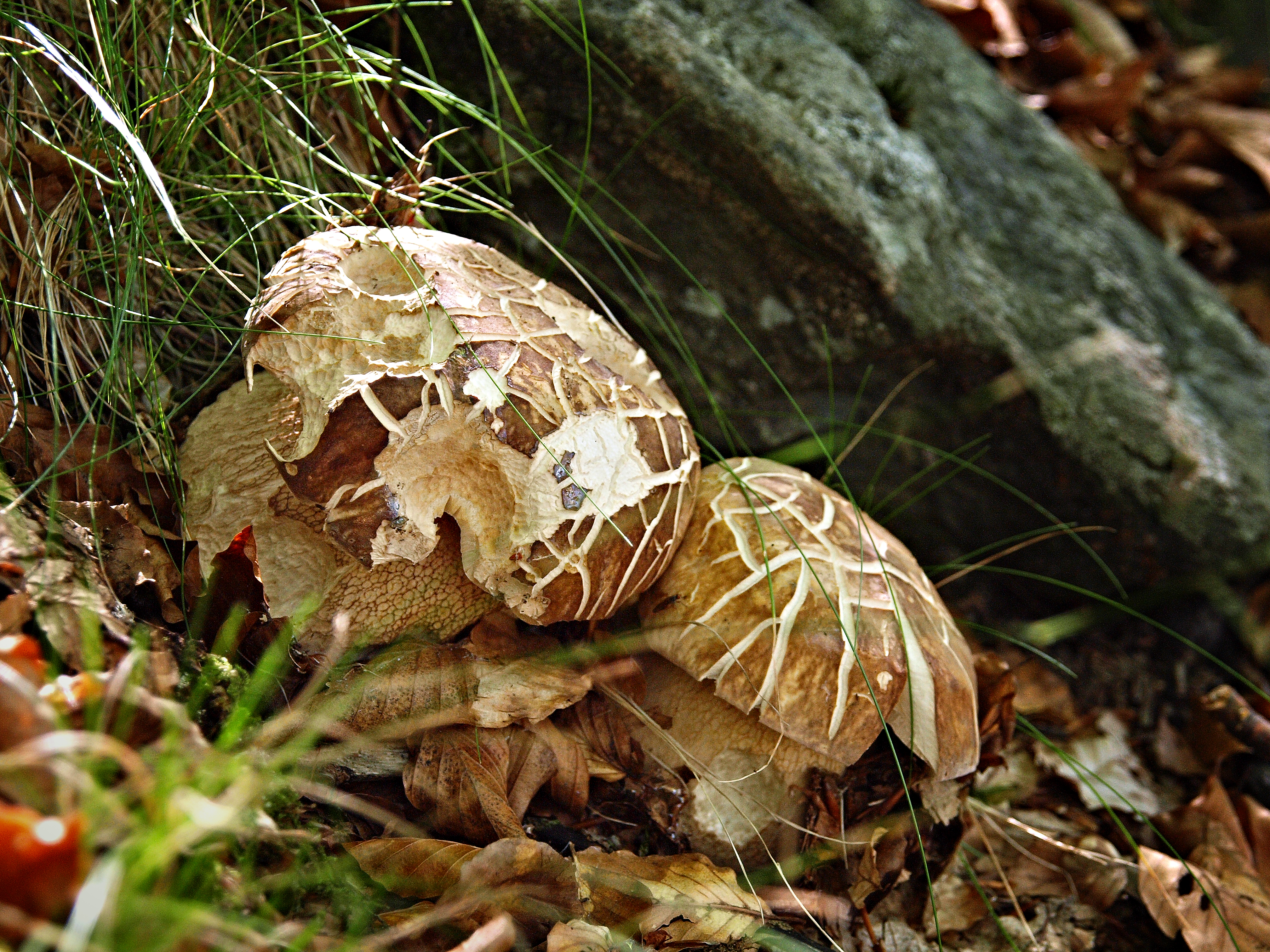
Owocniki z popękaną skórką kapeluszy.

Borowik usiatkowany (Boletus reticulatus Schaeff.) – gatunek grzybów z rodziny borowikowatych (Boletaceae).

## Systematyka i nazewnictwo
Pozycja w klasyfikacji według Index Fungorum: Boletus, Boletaceae, Boletales, Agaricomycetidae, Agaricomycetes, Agaricomycotina, Basidiomycota, Fungi.
Po raz pierwszy opisał go Jacob Christian Schäffer w 1774 r. i nadana przez niego nazwa jest aktualna. Niektóre synonimy:
- Boletus aestivalis (Paulet) Fr. 1838
- Boletus edulis f. reticulatus (Schaeff.) Vassilkov 1966
- Boletus edulis subsp. reticulatus (Schaeff.) Konrad & Maubl. 1926
- Boletus reticulatus Schaeff. 1763
- Tubiporus aestivalis Paulet 1793[3].

Nazwę polską nadał Władysław Wojewoda ze współautorami w 1992 r. W polskim piśmiennictwie mykologicznym gatunek ten opisywany był też pod nazwami: borowik prawdziwy, podgat. siateczkowaty i borowik szlachetny, odmiana usiatkowana.
Wyróżniany jest podgatunek lub odmiana grabowa, czasem podnoszona do rangi odrębnego gatunku znanego jako borowik grabowy (Boletus carpinaceus Velen).

## Morfologia
Kapelusz
Średnica dochodzi do 25 cm, u młodych egzemplarzy półkolisty, gładki i ciemnobrązowy, do rozpostartego, poduszkowatego i jaśniejszego u starszych. Gdy przez dłuższy okres jest sucho, na niektórych starszych egzemplarzach można zaobserwować drobne spękania.
Rurki
Do 35–40 mm długości. U młodych owocników białe do szarobiałych, u starszych żółtozielone do oliwkowozielonych. Wycięte zatokowato przy trzonie. Pory drobne, koloru rurek. Nie zmieniają barwy po uciśnięciu.
Trzon
Grubość do 7 cm, wysokość 8–25 cm. Jasnobrązowy lub szarobrązowy. Pokryty w całości wypukłą siateczką, białą za młodu do brązowawej u starych owocników, zawsze jaśniejszą od trzonu. U młodych egzemplarzy trzon zazwyczaj jest pękaty, następnie maczugowaty. Zdarza się również cylindryczny. Grzybnia u podstawy trzonu jest barwy białej.
Miąższ
Biały do kremowego, brązowawy pod skórką, czasem lekko żółtawy nad rurkami; nie zmienia zabarwienia na powietrzu. Smak łagodny, orzechowy, zapach przyjemny.
Wysyp zarodników
Oliwkowy do oliwkowobrązowego. Zarodniki gładkie, elipsoidalnie–wrzecionowate a czasem nawet cylindryczne, bez pory rostkowej, o wymiarach skrajnych 13–20 × 4–6 μm, najczęściej jednak mieszczą się w przedziale 14–16 × 4,5–5,5 μm.
Gatunki podobne
Można go pomylić z goryczakiem żółciowym (Tylopilus felleus). Ten jednak rośnie głównie w lasach iglastych, ma bardzo gorzki smak a siateczka na jego trzonie jest zawsze ciemniejsza niż sam trzon. Jest też bardzo podobny do kilku innych gatunków borowików, zwłaszcza borowika szlachetnego (Boletus edulis) lub borowika ciemnobrązowego (Boletus aereus). Pomylenie go z nimi z punktu widzenia grzybiarzy jest mało istotne, gdyż oba te gatunki są również jadalne.

## Występowanie i siedlisko
Borowik usiatkowany występuje w Ameryce Północnej, Europie i Azji, podano jego stanowiska także w Republice Południowej Afryki. Jest jednym z najwcześniej pojawiających się grzybów rurkowych.
Naziemny grzyb mykoryzowy. Owocniki przeważnie od maja do początku października, a nawet do połowy listopada. Spotkać go można w lasach liściastych, mieszanych, rzadko iglastych, a nawet poza lasem na brzegach stawów, w parkach itp. Tworzy ektomykoryzę głównie z dębami (Quercus), bukami (Fagus), grabami (Carpinus) i lipami (Tilia). Na niektórych obszarach (szczególnie na wyższych wysokościach) jego wzrost odnotowano również pod świerkami (Picea), jodłami (Abies) i sosnami (Pinus). W południowej Europie rośnie także w pod kasztanem jadalnym (Castanea sativa), a we Włoszech znaleziono go nawet w czystej roślinności eukaliptusowej. Częściej występuje na niżu, w górach rzadziej, ale jego występowanie potwierdzono także w strefie alpejskiej, na wysokości ponad 2000 m n.p.m., pod karłowatymi gatunkami wierzb (Salix) oraz roślinami z rodzaju posłonek (Helianthemum).

## Znaczenie
Grzyb jadalny wysoko ceniony ze względu na walory smakowe.